# 41-й Берлинский международный кинофестиваль
41-й Берлинский международный кинофестиваль проходил с 15 по 26 февраля 1991 года в Берлине.

## Жюри
- Фолькер Шлёндорф (председатель жюри)
- Шанталь Акерман
- Лори Андерсон
- Хосе Луис Борау
- Жюдит Годреш
- Юрий Клепиков
- Ренате Крёсснер
- Джилло Понтекорво
- Саймон Релф
- Катарина Стакельберг
- Мирча Верою

## Конкурсная программа
- Любовники, режиссёр Висенте Аранда
- Амелия Лопес О` Нил, режиссёр Валерия Сармиенто
- Баллада о печальном кафе, режиссёр Саймон Кэллоу
- Гора, режиссёр Маркус Имхоф
- Кабеза де Вака, режиссёр Николас Эчеверия
- Приговор, режиссёр Марко Беллоккьо
- Императорский евнух Ли Ляньин[англ.], режиссёр Тянь Чжуанчжуан
- Танцующий с волками, режиссёр Кевин Костнер
- Клык змеи, режиссёр Масуд Кимиаи
- Успех, режиссёр Франц Зайц
- Экспресс удачи, режиссёр Оливье Шацки
- Добрый вечер, господин Валленберг, режиссёр Челль Греде
- Дом улыбок, режиссёр Марко Феррери
- Спокойные августовские дни, режиссёр Пантелис Вулгарис
- Когда звёзды были красными, режиссёр Душан Транчик
- Чудо, режиссёр Нил Джордан
- Мистер Джонсон, режиссёр Брюс Бересфорд
- Маленький преступник, режиссёр Жак Дуайон
- Русский отдел, режиссёр Фред Скеписи
- Сатана, режиссёр Виктор Аристов
- Молчание ягнят, режиссёр Джонатан Демме
- Играющий танго, режиссёр Роланд Грэф
- Ультра, режиссёр Рикки Тоньяцци
- Уран, режиссёр Клод Берри
- Путешествие капитана Фракасса, режиссёр Этторе Скола

## Награды
- Золотой медведь:
  - Дом улыбок, режиссёр Марко Феррери
- Золотой Медведь за лучший короткометражный фильм:
  - 6.9
- Серебряный медведь:
- Серебряный медведь за лучшую мужскую роль:
  - Мейнард Эзиаши — Мистер Джонсон
- Серебряный медведь за лучшую женскую роль:
  - Виктория Абриль — Любовники
- Серебряный медведь за лучшую режиссёрскую работу:
  - Рикки Тоньяцци — Ультра
  - Джонатан Демме — Молчание ягнят
- Серебряный медведь за лучший короткометражный фильм:
  - Последние 100 лет марксизма-ленинизма в Чехии
- Серебряный медведь за выдающиеся персональные достижения:
  - Кевин Костнер — Танцующий с волками
- Серебряный медведь - специальный приз жюри:
  - Приговор
  - Сатана
- Особое упоминание:
  - Клык змеи
  - Маленький преступник
  - Последний евнух
- Почётный приз Berlinale Camera Award:
  - Френсис Форд Коппола
  - Джейн Расселл
- Приз Teddy (кино, посвящённое теме сексуальных меньшинств):
- Приз Teddy за лучший короткометражный фильм:
  - Производство чудовищ
  - Релакс
- Приз Teddy за лучший документальный фильм:
  - Париж горит
- Приз Teddy за лучший художественный фильм:
  - Отрава
  - Запрещённая любовь
- Приз международной ассоциации кинокритиков (ФИПРЕССИ):
- Приз ФИПРЕССИ (конкурсная программа):
  - Маленький преступник
- Приз ФИПРЕССИ (программа «Форум»):
  - Стена
- Приз Международной Католической организации в области кино (OCIC):
- Приз Международной Католической организации в области кино (конкурсная программа):
  - Маленький преступник
- Приз Международной Католической организации в области кино (программа «Форум»):
  - Лола
- Приз Международной Католической организации в области кино - почётное упоминание:
- Приз Международной Католической организации в области кино - почётное упоминание (программа «Форум»):
  - Сад
- Приз Caligari за инновации в Программе молодого кино:
  - Все работы Вермеера в Нью-Йорке
- Приз Peace Film Award:
  - Алиса в стране чудес
- Приз имени Вольфганга Штаудте:
  - Кикути